# Carl Gollmick

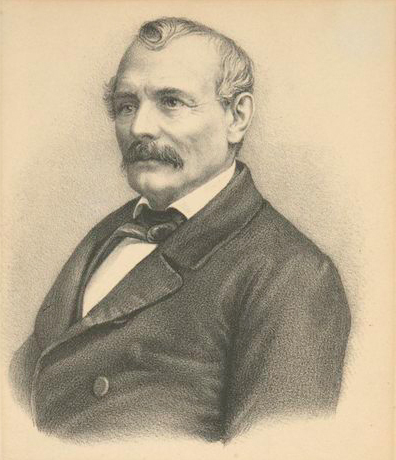
Carl Gollmick

Carl Gollmick (* 19. März 1796 in Dessau; † 3. Oktober 1866 in Frankfurt am Main) war ein deutscher Musikkritiker und Komponist. Er war mit  Albert Lortzing befreundet.

## Leben
Gollmick ist der Sohn des Sängers Friedrich Karl Gollmick, welcher zu jener Zeit vorübergehend in Dessau engagiert war. Das Umherziehen seiner Eltern erschwerten eine gründliche Ausbildung. Ab 1815 studierte Gollmick an der Universität Straßburg Theologie, war aber bald gezwungen die Universität zu verlassen, worauf er nach Frankfurt am Main ging und als Privatlehrer Musik- und Sprachunterricht erteilte. 1818 wurde er von Louis Spohr als Paukenschläger beim Stadttheater angestellt. 1855 ging er in den Ruhestand.

## Werke

### Kompositionen
- Die beiden Grenadiere (The two grenadiers), op. 60
- Lied der Mignon („Kennst du das Land“) von Göthe, componirt, mit Begleitung des Piano-Forte, und der Demoiselle Bertha Carl, Königl. Preuss. Hofsängerin, hochachtungsvoll zugeeignet von Carl Gollmick. 30tes Werk. Offenbach a/M: Bei J. André. [um 1828/1829.]
- Die Nachtigall, op. 34, Lyrisches Intermezzo, Nr. 2 (?)
- Malchen und Milchen, Lustspiel in 1 Akt, Uraufführung am 22. November 1854 im Stadttheater in Würzburg

### Libretti und Übersetzungen
- Libretto zu Mozarts Singspiel-Fragment Zaïde (oder „Das Serail“), Erstaufführung am 27. Jänner 1866
- Auber, D.F.E.: Textbuch zu: Des Teufels Antheil. Komische Oper in drei Akten. Nach dem Franzoesischen des Scribe, bearbeitet von Heinrich Boernstein und Karl Gollmick. Musik von D.F.E. Auber 1860
- Marie oder Die Regimentstochter, Komische Oper in 2 Akten, Komponist: Gaetano Donizetti, Liberettist: Jean-François Bayard, Übersetzer: Karl Gollmick, um 1856

### Schriften
- Kritische Terminologie für Musiker und Musikfreunde.  Frankfurt a. M.: Lauten, 1833 (Digitalisat in der Google-Buchsuche).
- Musikalische Novellen und Silhouetten. Zeitz: Schieferdecker, 1838 (Digitalisat in der Google-Buchsuche).
- Feldzüge und Streifereien im Gebiete der Tonkunst. Darmstadt: Jonghaus, 1846 (Digitalisat in der Google-Buchsuche).
- Handlexicon der Tonkunst. Zusammengestellt von Carl Gollmick. Erster Theil. Terminologie, oder Erklärung der Fremdwörter für Vortrag, Zeitmass u. s. w., mit besonderer Berücksichtigung der Orgel. Zweiter Theil. Galerie ausgezeichneter Musiker, Dilettanten und gefeierter Frauen aus älterer und neuerer Zeit, mit Hinweisung auf jüngere Talente; Offenbach a. M. bei Johann André (Erster Teil ohne Jahresangabe auf dem Titelblatt, zweiter Teil mit Jahreszahl 1857; Digitalisat in der Google-Buchsuche).
- Auto-Biographie von Carl Gollmick. Nebst einigen Momenten aus der Geschichte des Frankfurter Theaters. 3 Bände Frankfurt a. M.: C. Adelmann, 1866 (Digitalisat in der Google-Buchsuche).